# کوشیکی-نو-کاتا
کوشیکی-نو-کاتا (به ژاپنی: 古式の形)-(به انگلیسی: Koshiki-no-kata) یکی از فنون و تکنیک‌های دستهٔ کاتا رشتهٔ ورزشی جودو است که در زیردستهٔ جودو دسته‌بندی می‌شود. 